# حديقة كهوف فلوريدا العامة
حديقة كهوف فلوريدا العامة (بالإنجليزية: Florida Caverns State Park)‏؛ هي مجموعة من الكهوف التي تقع في مقاطعة جاكسون في الولايات المتحدة. وهي إحدى الحدائق العامة في ولاية فلوريدا.

## السياحة
تعد «حديقة كهوف فلوريدا العامة» إحدى مواقع الجذب السياحي في مقاطعة جاكسون في ولاية فلوريدا الأمريكية.